# Kristján Örn Sigurðsson
Pour les articles homonymes, voir Sigurðsson.
Kristján Örn Sigurðsson (né le 7 octobre 1980) est un joueur de football islandais. Il évoluait au poste d'arrière droit. Il est aussi international islandais.

## Carrière
Kristján Örn Sigurðsson a commencé sa carrière dans le club de Völsungur Húsavík puis au KA Akureyri avant d'aller en Angleterre à Stoke City dans les équipes de jeunes. Ne parvenant pas à conquérir une place dans l'équipe première, il retourné en Islande jouer au KA Akureyri puis au KR Reykjavík.
Après la saison 2004, il signe un contrat avec le club de SK Brann en Norvège pour évoluer au poste d'arrière droit, poste qu'il abandonna à l'entrée de la saison 2006 pour être replacé en défense centrale.
En 2010, il rejoint un autre club norvégien le Hønefoss BK. 

## Palmarès
Championnat de Norvège de football :
- 2007 avec SK Brann

Championnat d'Islande de football :
- 2003 avec KR Reykjavík